# Aurèle Joliat
Aurèle Émile Joliat, född 29 augusti 1901 i Ottawa, Ontario, död 2 juni 1986 i Ottawa, var en kanadensisk professionell ishockeyspelare. Joliat spelade 16 säsonger för Montreal Canadiens i NHL åren 1922–1938.
Aurèle Joliat vann Stanley Cup med Montreal Canadiens 1924, 1930 och 1931. Säsongen 1933–34 vann han Hart Trophy som ligans mest värdefulle spelare. 
Joliat valdes in i Hockey Hall of Fame 1947.

## Statistik
| 1922–23    | Montreal Canadiens | NHL        | 24  | 13  | 9   | 22  | 31  | 2  | 1  | 1  | 2  | 8  |
| 1923–24    | Montreal Canadiens | NHL        | 24  | 15  | 5   | 20  | 19  | 6  | 4  | 4  | 8  | 10 |
| 1924–25    | Montreal Canadiens | NHL        | 24  | 29  | 11  | 40  | 85  | 5  | 2  | 2  | 4  | 21 |
| 1925–26    | Montreal Canadiens | NHL        | 35  | 17  | 9   | 26  | 52  | —  | —  | —  | —  | —  |
| 1926–27    | Montreal Canadiens | NHL        | 43  | 14  | 4   | 18  | 79  | 4  | 1  | 0  | 1  | 10 |
| 1927–28    | Montreal Canadiens | NHL        | 44  | 28  | 11  | 39  | 105 | 2  | 0  | 0  | 0  | 4  |
| 1928–29    | Montreal Canadiens | NHL        | 44  | 12  | 5   | 17  | 59  | 3  | 1  | 1  | 2  | 10 |
| 1929–30    | Montreal Canadiens | NHL        | 42  | 19  | 12  | 31  | 40  | 6  | 0  | 2  | 2  | 6  |
| 1930–31    | Montreal Canadiens | NHL        | 43  | 13  | 22  | 35  | 73  | 10 | 0  | 4  | 4  | 12 |
| 1931–32    | Montreal Canadiens | NHL        | 48  | 15  | 24  | 39  | 46  | 4  | 2  | 0  | 2  | 4  |
| 1932–33    | Montreal Canadiens | NHL        | 48  | 18  | 21  | 39  | 53  | 2  | 2  | 1  | 3  | 2  |
| 1933–34    | Montreal Canadiens | NHL        | 48  | 22  | 15  | 37  | 27  | 3  | 0  | 1  | 1  | 0  |
| 1934–35    | Montreal Canadiens | NHL        | 48  | 17  | 12  | 29  | 18  | 2  | 1  | 0  | 1  | 0  |
| 1935–36    | Montreal Canadiens | NHL        | 48  | 15  | 8   | 23  | 16  | —  | —  | —  | —  | —  |
| 1936–37    | Montreal Canadiens | NHL        | 47  | 17  | 15  | 32  | 30  | 5  | 0  | 3  | 3  | 2  |
| 1937–38    | Montreal Canadiens | NHL        | 44  | 6   | 7   | 13  | 24  | —  | —  | —  | —  | —  |
| NHL totalt | NHL totalt         | NHL totalt | 655 | 270 | 190 | 460 | 757 | 54 | 14 | 19 | 33 | 89 |

## Meriter
- Stanley Cup – 1924, 1930 och 1931
- First All-Star Team – 1930–31
- Second All-Star Team – 1931–32, 1933–34 och 1934–35
- Hart Trophy – 1933–34